# James Hagan
James Hagan (nacido el 10 de agosto de 1956 en Monkstown, Irlanda del Norte) es un exfutbolista norirlandés. Jugaba de defensor y su primer club fue Larne FC.

## Carrera
Comenzó su carrera en 1974 jugando para el Larne FC. Jugó para el club hasta 1977. En ese año se fue a Inglaterra para sumarse a las filas del Coventry City, en donde jugó hasta 1979. En ese año se pasó al Torquay United. En 1980 se fue a Estados Unidos para unirse al Detroit Express. Ese año se fue a Hong Kong para jugar en el Seiko SA. Jugó para ese equipo hasta 1981. En 1982 regresó a Inglaterra para jugar en el Birmingham City. Jugó hasta el año 1987, cuando ese año se fue a España para formar parte del plantel del Celta de Vigo. Jugó allí hasta 1989. En ese año regresó a Irlanda del Norte para volver a jugar en el Larne FC. En ese mismo año regresó a Inglaterra para convertirse en el nuevo refuerzo del Colchester United FC. Jugó para el equipo inglés hasta 1990. En ese año regresó a Irlanda del Norte para jugar otra vez en el Larne FC. En ese año se fue a Suecia para unirse a las filas del IK Oddevold. Jugó hasta 1991. En ese año regresó nuevamente a Irlanda del Norte para jugar en el Ballymena United FC. Jugó para ese equipo hasta 1994. En ese año se pasó al Carrick Rangers. En ese año regresó nuevamente al Larne FC. En 1995 se pasó al Crusaders FC. En ese año se fue al Coleraine FC, en donde se retiró definitivamente.

## Clubes
| Club                 | País              | Año       |
| -------------------- | ----------------- | --------- |
| Larne FC             | Irlanda del Norte | 1974-1977 |
| Coventry City        | Inglaterra        | 1977-1979 |
| Torquay United       | Inglaterra        | 1979      |
| Detroit Express      | Estados Unidos    | 1980      |
| Seiko SA             | Hong Kong         | 1980-1981 |
| Birmingham City      | Inglaterra        | 1982-1987 |
| Celta de Vigo        | España            | 1987-1989 |
| Larne FC             | Irlanda del Norte | 1989      |
| Colchester United FC | Inglaterra        | 1989-1990 |
| Larne FC             | Irlanda del Norte | 1990      |
| IK Oddevold          | Suecia            | 1990-1991 |
| Ballymena United FC  | Irlanda del Norte | 1991-1994 |
| Carrick Rangers      | Irlanda del Norte | 1994      |
| Larne FC             | Irlanda del Norte | 1994      |
| Crusaders FC         | Irlanda del Norte | 1995      |
| Coleraine FC         | Irlanda del Norte | 1995      |